# Tomasz Smokowski
Tomasz Wojciech Smokowski (ur. 25 maja 1973 w Warszawie) – polski dziennikarz i komentator sportowy. 

## Życiorys
W latach 1995–2017 związany ze stacją Canal+. Kojarzony wówczas przede wszystkim z duetu z Andrzejem Twarowskim, z którym prowadził program Liga+ Extra. W stacji Canal+ komentował mecze Ligue 1, Ekstraklasy czy Ligi Mistrzów UEFA. Zdobywca czterech Piłkarskich Oscarów dla najlepszego komentatora telewizyjnego (2002, 2005, 2006, 2009).
W 2002 roku Tomasz Smokowski wyreżyserował film „W kadrze – Korea 2002”, o kulisach pobytu piłkarskiej reprezentacji Polski na mistrzostwach świata w Korei Południowej i Japonii, za który otrzymał drugą nagrodę na Międzynarodowym Festiwalu Filmów Sportowych w Mediolanie w kategorii reportaż.
W 2011, wraz z Andrzejem Twarowskim, został nominowany do nagrody w studenckim plebiscycie MediaTory, w kategorii AkumulaTOR.
W latach 2012–2021 był członkiem Komisji ds. Mediów i Marketingu Polskiego Związku Piłki Nożnej.
Od listopada 2011 do czerwca 2014 roku Smokowski pełnił funkcję dyrektora redakcji sportowej nc+.
Od września 2018 do stycznia 2020 był komentatorem w stacji Polsat Sport, gdzie relacjonował m.in. spotkania pod egidą UEFA: Ligę Mistrzów, Ligę Europy, Ligę Narodów, a także mecze Pucharu Polski.
Wspólnie z Mateuszem Borkiem, Michałem Polem i Krzysztofem Stanowskim tworzył (od marca 2020 do września 2024)) Kanał Sportowy w serwisie YouTube. W latach 2020–2021 pełnił funkcję prezesa zarządu spółki. W czasie trwania Mistrzostw Europy w Piłce Nożnej 2020, które odbywały się w 2021, program Mecz dnia, nadawany przez kanał emitowany był również na antenie TVP Sport. 
20 listopada 2020, dyrektor redakcji sportowej Canal+, Michał Kołodziejczyk ogłosił na Twitterze, iż Smokowski wraca do stacji i będzie komentował jeden mecz Ligue 1 w kolejce.
W 2021 był także ekspertem komentującym niektóre mecze Euro 2020 w studiu Telewizji Polskiej.  
W 2000 roku wystąpił gościnnie jako komentator sportowy w 28. odcinku serialu 13 posterunek 2 pt. „Mecz”. W grudniu 2013 został polskim ambasadorem gry FIFA i trybu Ultimate Team, promowanej przez firmę EA Sports.  
3 września 2018 roku dołączył do grona ambasadorów firmy bukmacherskiej Etoto. W 2021 roku został komentatorem w grze FIFA 22. Od czerwca 2023 roku tworzy audycję muzyczną "Gra podwójna" w Radiu 357.  
W styczniu 2024 został komentatorem sportowym Eurosportu. Swoją pracę na tym stanowisku rozpoczął od komentowana tenisowego turnieju Australian Open 2024.  
Jest ambasadorem akcji „Badaj jajka” zachęcających do regularnego badania jąder, pozwalającego na wczesne wykrywanie nowotworu, organizowanej przez Fundację "Kochasz Dopilnuj". Od 2023 redaktor muzyczny Radia 357. Prowadzi audycję "Gra Podwójna".

## Życie prywatne
Żonaty, ma dwóch synów. W wolnym czasie biega w maratonach, trenuje boks, gra w tenisa ziemnego oraz padla.
W kwietniu 2019 roku, w wywiadzie udzielonym serwisowi Onet, przyznał się do swych zmagań z depresją.